# Cynopanchax bukobanus
Cynopanchax bukobanus és una espècie de peix de la família dels pecílids i de l'ordre dels ciprinodontiformes.

## Morfologia
Els mascles poden assolir els 5 cm de longitud total.

## Distribució geogràfica
Es troba a Àfrica: Tanzània, Uganda, Kenya i la República Democràtica del Congo.